# 墨西哥旅游航空
墨西哥旅游航空（西班牙語：Servicio Mexicano de Vuelos de Fletamento S. A. de C. V.，简称Aeroméxico Travel）是一家从属于墨西哥航空的包机航空公司，于2008年6月2日开始运营，首个航班的航班号为“AM6771”，从墨西哥城飞往坎昆。该航空公司运营从美国和加拿大始发飞往墨西哥度假胜地的航线。2011年8月，母公司墨西哥航空决定不再使用“墨西哥国际旅游航空”这一品牌，取而代之的是，墨西哥国际航空继续着力于运营班机航线。
墨西哥旅游航空同其母公司墨西哥航空一样，是天合联盟成员。